# Viva Villa!
Viva Villa! è un film del 1934 diretto da Jack Conway e Howard Hawks. La sceneggiatura si ispira all'omonimo libro di Edgcumb Pinchon e O. B. Stade pubblicato a New York nel 1933, biografia del rivoluzionario messicano Pancho Villa.

## Trama
Dopo aver ucciso uno dei responsabili della morte di suo padre, il giovane Pancho fugge sulle montagne, dove forma una banda di rapinatori. Nel 1910, odiato dalle élite e adorato dai poveri, Pancho fa amicizia con il reporter americano Johnny Sykes, che lo fa diventare famoso in tutto il mondo. Quindi, si allea con Francisco Madero, capo dei predoni che si ribellano contro il presidente Porfirio Diaz, in quella che divenne nota come la rivoluzione messicana. Con la vittoria, Madero sale al governo e tenta di sbarazzarsi di Villa, ma viene ucciso dal generale Pascal. Con ciò, Villa ritorna tra le braccia del popolo per combattere il nuovo tiranno.

## Produzione
Il film, prodotto dalla Metro-Goldwyn-Mayer, fu girato in Messico, a Chihuahua, Guadalajara, Juarez, Città del Messico e in Texas, a El Paso. Le riprese durarono dal settembre 1933 al 18 gennaio 1934 (con alcune scene addizionali nel febbraio 1934). Il film costò 1.017.400 dollari.

## Distribuzione
Il copyright del film, richiesto dalla Metro-Goldwyn-Mayer Corp., fu registrato il 21 aprile 1934 con il numero LP4655.
Presentato in concorso alla 2ª Mostra del cinema di Venezia, valse al protagonista Wallace Beery la Medaglia d'oro per la migliore interpretazione maschile.
Nel 1934 è stato indicato tra i migliori dieci film dell'anno dal National Board of Review of Motion Pictures.
Uscì in prima a New York il 10 aprile 1934, distribuito dalla Metro-Goldwyn-Mayer.

### Date di uscita
- Stati Uniti: 10 aprile 1934 (New York City)
- Francia: 24 agosto 1934
- Finlandia: 29 novembre 1934
- Spagna: 1º marzo 1935	(Barcellona)
- Spagna: 21 marzo 1935	(Madrid)

## Accoglienza

### Incassi
Il film incassò negli Stati Uniti 1.109.000 dollari e, nel mondo, con il noleggio, altri 1.875.000 dollari.

## Riconoscimenti
- 1935 - Premio Oscar
  - Miglior aiuto regia (John Waters)
- 1934 - Mostra internazionale d'arte cinematografica
  - Medaglia d'oro per la migliore interpretazione maschile a Wallace Beery